# Diócesis de Penonomé
La diócesis de Penonomé (en latín: Dioecesis Poenonomensis) es una circunscripción eclesiástica de la Iglesia católica en Panamá. Se trata de una diócesis latina, sufragánea de la arquidiócesis de Panamá. Desde el 15 de octubre de 2015 su obispo es Edgardo Cedeño Muñoz, de los Misioneros del Verbo Divino.

## Territorio y organización
La diócesis tiene 4947 km² y extiende su jurisdicción sobre los fieles católicos de rito latino residentes en la provincia de Coclé.
La sede de la diócesis se encuentra en la ciudad de Penonomé, en donde se halla la Catedral de San Juan Bautista.
En 2021 en la diócesis existían 10 parroquias:
- San José (El Valle de Antón)
- Santiago Apóstol (Río Hato)
- San Juan Bautista (Antón)
- San Juan Bautista (Penonomé)
- Ntra. Señora de La Candelaria (La Pintada)
- San Lucas (Olá)
- Santiago Apóstol (Natá)
- San Juan Bautista (Aguadulce)
- San Martín de Porres (Penonomé)
- Cuasiparroquia Nuestra Señora de Lourdes (Vista Hermosa, Penonomé)
- Cuasiparroquia Cristo de Esquipulas de Coclesito (Donoso, Colón)[1]

## Historia
La diócesis fue erigida el 18 de diciembre de 1993 con la bula Quo aptius del papa Juan Pablo II, obteniendo el territorio de la arquidiócesis de Panamá.

## Estadísticas
Según el Anuario Pontificio 2022 la diócesis tenía a fines de 2021 un total de 232 440 fieles bautizados.
| Año                                                                             | Población            | Población | Población      | Sacerdotes | Sacerdotes    | Sacerdotes    | Bautizados por sacerdote | Diáconos permanentes | Religiosos | Religiosos | Parroquias |
| Año                                                                             | Bautizados católicos | Total     | % de católicos | Total      | Clero secular | Clero regular | Bautizados por sacerdote | Diáconos permanentes | Varones    | Mujeres    | Parroquias |
| ------------------------------------------------------------------------------- | -------------------- | --------- | -------------- | ---------- | ------------- | ------------- | ------------------------ | -------------------- | ---------- | ---------- | ---------- |
| 1999                                                                            | 166 285              | 195 879   | 84.9           | 25         | 14            | 11            | 6651                     |                      | 13         | 18         | 8          |
| 2000                                                                            | 168 285              | 197 879   | 85.0           | 16         | 14            | 2             | 10 517                   |                      | 10         | 13         | 8          |
| 2002                                                                            | 174 111              | 204 551   | 85.1           | 15         | 13            | 2             | 11 607                   |                      | 4          | 17         | 8          |
| 2003                                                                            | 178 600              | 204 551   | 87.3           | 17         | 14            | 3             | 10 505                   |                      | 6          | 19         | 8          |
| 2013                                                                            | 193 000              | 255 000   | 75.7           | 24         | 17            | 7             | 8041                     |                      | 7          | 24         | 8          |
| 2016                                                                            | 217 000              | 267 000   | 81.3           | 35         | 18            | 17            | 6200                     |                      | 29         | 25         | 8          |
| 2019                                                                            | 226 200              | 279 000   | 81.1           | 24         | 17            | 7             | 9425                     |                      | 9          | 26         | 10         |
| 2021                                                                            | 232 440              | 286 680   | 81.1           | 24         | 17            | 7             | 9685                     |                      | 9          | 26         | 10         |
| Fuente: Catholic-Hierarchy, que a su vez toma los datos del Anuario Pontificio. |                      |           |                |            |               |               |                          |                      |            |            |            |

## Episcopologio
- Uriah Adolphus Ashley Maclean † (18 de diciembre de 1993-25 de junio de 2015 nombrado obispo auxiliar de Panamá[nota 1])
- Edgardo Cedeño Muñoz, S.V.D., desde el 15 de octubre de 2015